# انتقام تارزان (فیلم ۱۹۳۸)
انتقام تارزان (انگلیسی: Tarzan's Revenge) یک فیلم ماجراجویی آمریکایی به کارگردانی «دیوید راس لدرمن» است که در سال ۱۹۳۸ منتشر شد.
سول لسر تهیه‌کنندهٔ این فیلم حاضر نشد تا نام همسر تارزان را مطابق رمان «جین» بنامد؛ چرا که برای ایفای این نقش، شناگر مشهور و دارندهٔ مدال طلای کرال پشت در بازی‌های المپیک تابستانی ۱۹۳۲، «النور هولم» را برگزیده بود و به اعتقاد او، این شناگر آنچنان معروف بود که نمی‌شد وی را با نام دیگری جز «النور» به مردم عرضه داشت.

## بازیگران
- گلن موریس در نقش «تارزان»
- النور هولم در تقش «النور رید»
- هدا هاپر در نقش «پنی رید» (مادر النور)
- جورج باربیه در نقش «راجر رید» (پدر النور)
- جورج میکر در نقش «نِوین پاتر» (نامزد النور)
- سی هاردینگ گوردون در نقش «بِن»
- جو سایر در نقش «اولاف پانچ»
- کوربت موریس در نقش «جیگِر» (خدمتکار نِوین)
- فردریک کلارک در نقش «خدمتکار بِن»
- بلو واشینگتن